# Oleško
Oleško (en allemand : Woleschko) est une commune du district de Litoměřice, dans la région d'Ústí nad Labem, en République tchèque. Sa population s'élevait à 92 habitants en 2021.

## Géographie
Oleško se trouve à 8 km au sud-est de Litoměřice, à 23 km au sud-est d'Ústí nad Labem et à 49 km au nord-ouest de Prague.
La commune est limitée par Travčice au nord, par Libotenice à l'est, par Hrobce au sud, et par Doksany, Dolánky nad Ohří et Bohušovice nad Ohří à l'ouest.

## Histoire
La première mention écrite du village date de 1226.

## Transports
Par la route, Oleško se trouve à 11 km de Litoměřice, à 38 km d'Ústí nad Labem  et à 59 km de Prague.